# Al-Awàssim
Al-Awàssim (àrab: العواصم, al-ʿAwāṣim) fou la zona de frontera a Cilícia entre els diferents califats islàmics i l'Imperi Romà d'Orient. El nom, femení plural de la paraula àssim, ‘defensor’ (àrab: عاصم, ʿāṣim), indica les places fortes de la frontera, situades més enrere de la primera línia de defensa, anomenada ath-Thugur.
Després de la conquesta musulmana de Síria, els àrabs no van continuar cap a territori romà d'Orient i es van limitar a realitzar asseifes més enllà de les muntanyes de Nur i de les muntanyes del Taure. En època dels primers califes, el territori entre Antioquia i Manbij seria el que després s'anomenaria al-Awàssim, mentre que més enllà, a prop de la frontera, hi hauria una terra de ningú que seria anomenada ath-Thughur i que s'estendria de les muntanyes al nord d'Antioquia fins a Tars. Les ciutats d'aquesta zona havien estat buidades expressament per Heracli quan es va retirar de Síria i només s'hi van mantenir alguns llocs de vigilància, que els àrabs anomenaren massàlih. Aquests posts serien defesos per tropes locals irregulars, els mardaïtes, que probablement eren grups mercenaris de cristians locals reclutats que tan aviat servirien els àrabs com els romans d'Orient.
En aquesta primera època, la regió fou anomenada ad-dawahi, ‘els afores’ (àrab: الضواحي, aḍ-ḍawāḥī) o dawahi ar-rum, ‘els afores dels romans’. Durant el califat omeia, els àrabs van començar a prendre posicions a la zona al nord d'Antioquia, ocupant els colls de muntanya i els punts estratègics. En els primers anys del califat d'Abd-al-Màlik ibn Marwan (685–705), que van coincidir amb la Segona Fitna, els romans d'Orient van aprofitar l'ocasió per fer incursions a la zona fronterera (685-688), arribant a ocupar Antioquia el 688 i donant suport als mardaïtes a l'interior de Síria. Per tenir les mans lliures per aquest flanc, el califa va signar un tractat amb l'Imperi Romà d'Orient (689), per deu anys, pel qual els mardaïtes no serien aniquilats, però serien evacuats a territori grec pels romans d'Orient. Aquest tractat va tenir l'efecte de desguarnir la frontera.
Inicialment la regió depenia del jund d'Homs, però sota Yazid II (720–724) en fou separat per formar un nou jund amb capital a Qinnasrin. El 786 Harun ar-Raixid, per protegir la frontera, va separar del jund de Qinnasrin diverses places (Manbij, Duluk, Raban, Qurus, Antioquia i Tizin) per formar un nou districte que anomenà al-Awàssim. Segons al-Baladhurí, el nom li seria donat perquè aquestes ciutats protegien els musulmanes i aquests hi trobaven protecció quan retornaven de les expedicions i deixaven enrere la frontera (thaghr). Segons Ibn Xaddad, el nom provindria del fet que els habitants de les places de frontera (ahl ath-thughur) es protegien en elles quan el perill els amenaçava, i segons al-Qalqaixandí perquè protegien el territori musulmà que hi havia al seu darrere; segons aquest autor al-awàssim i ath-thugur serien expressions sinònimes, però aquesta interpretació és errònia i prové del fet que sovint el districte d'al-Awàssim va incloure també la frontera pròpiament dia, és a dir ath-Thugur.
El 789 fou nomenat governador del districte l'abbàssida Abd-al-Màlik ibn Sàlih, amb seu a Manbij, i incloent també en la província la frontera, és a dir ath-thugur. De fet, al-Awàssim i ath-Thugur, les ciutats a la reraguarda de la frontera i la frontera pròpiament dita, van estar sovint sota un mateix comandament, compartit fins i tot amb el càrrec de governador del jund de Qinnasrin, tot i que en ocasions els thugur també apareixen com una província separada.
Sobre les ciutats que formaven part de la província no hi ha consens. Ibn Khurradàdhbih hi inclou al-Juma, Buqa, Balis i Russàfat Hixam, a més de Manbij, Duluk, Raban, Qurus, Antioquia i Tizin; Ibn Hàwqal hi afegeix Balis, Sanja, Sumaysat i Jisr Mànbij; Ibn Xaddad, a més de Manbij, Duluk, Raban, Qurus, Antioquia i Tizin, hi inclou Baghras, Darbasaq, Artah, Kaysum i Tall Qabbassin. Yaqut encara hi afegeix més localitats. Al segle x la capital havia passat a Antioquia.
Després de diverses lluites frontereres la regió fou conquerida per Nicèfor II Focas entre el 962 i el 965 a l'emir hamdànida d'Alep Sayf-ad-Dawla. Des de llavors l'expressió va deixar de tenir un sentit administratiu i fou una denominació geogràfica.
La població estava molt barrejada amb població autòctona com ara cristians i població migrada: àrabs (qaysites i kilabites), indis (com els sayàbija, portats a la regió pel califa Muàwiya, o els zutt, duts pels califes Muàwiya i al-Walid ibn Abd-al-Màlik) i després armenis portats pels romans d'Orient.